# Gabriel Bracho
Gabriel Bracho Oliva (Los Puertos de Altagracia, estado Zulia, Venezuela, 25 de mayo de 1915 - Caracas, 6 de marzo de 1995) fue un pintor muralista y militante del Partido Comunista de Venezuela, inicio sus estudios en El Círculo Artístico del Zulia y los concluye en la Escuela de Artes Plásticas de Caracas. Posteriormente viaja a Santiago de Chile, donde reside y cursa estudios en la Escuela de Aplicaciones de Santiago, también reside en México, donde estudia las técnicas muralistas. Para 1943 viaja a Nueva York, Estados Unidos, donde trabaja y estudia.

## Biografía
Gabriel Bracho nació 25 de mayo de 1915 en Los Puertos de Altagracia, estado Zulia - Venezuela, Hijo de Gabriel Bracho Olivares y Clorinda Oliva. Fue el segundo de 10 hermanos.
Entre 1931 y 1935 se inicia en el Círculo Artístico del Zulia en estudios de técnicas del dibujo y el modelado bajo la tutela de Neptalí Rincón Urdaneta. El año siguiente se desplaza a Caracas donde continuara sus estudios en la Escuela de Artes Plásticas y Aplicadas al tiempo que se desempeñaba como caricaturista político en el semanario "Fantoches".
Entre 1939 y 1942 realizó estudios en la Escuela de Artes Aplicadas de Santiago de Chile. Después de estos tres años de residir en Chile realiza una serie de viajes por Bolivia, Perú, Colombia y México en este último país entra en contacto con el muralismo mexicano y en especial con las ideas y las técnicas del muralista David Alfaro Siqueiros
En 1942 retorna a Venezuela y se desempeña como docente. En 1943 viajó a Nueva York y trabajó en una fábrica de cerámica. Durante su permanencia en esa ciudad realizó un mural en la Escuela Pública de Manhattan (1944).
Siendo militante del Partido Comunista de Venezuela en 1946 inicia viajes por Chile, Bolivia y Argentina donde expone sus obras principalmente vinculadas a la temática de los sucesos de la Segunda Guerra Mundial y en donde los hombres, mujeres y niños son mostrados en su cotidianidad a través de pinceladas vigorosas y violentos contrastes en el color y en la forma.
Ya en 1950 inicia viajes por Europa donde visita Francia, España, Bélgica, Holanda, Polonia, Checoslovaquia y en Londres – Inglaterra expone sus obras. 
Retorna a Venezuela y en 1951 expone el Museo de Bellas Artes de Caracas. Posteriormente expone sus obras en ciudades como Barquisimeto, Valencia, Maracaibo, Cabimas. En año de 1954 recibe el Premio del Salón D`Empaire de Maracaibo.
En compañía de los artistas Armando Lira y Claudio Cedeño fundan en la población de Paracotos el taller de defensa del realismo.
Retorna a México y en 1957 exhibió su obra en la Sala de la Amistad Internacional del Museo Nacional de Artes Plásticas (Palacio de Bellas Artes) en México. A partir de la década de 1960 Bracho realizó numerosos murales inspirados en el tema del folklore y de la historia sin dejar de lado la lucha social a través de su pintura y, especialmente, a través de la pintura mural, alternándolo con la ejecución de importantes vitrales.
Durante los años de las décadas y los 70 realiza gran cantidad de viajes y exposiciones por los países de la Europa Oriental así con gran cantidad de murales en edificaciones públicas de Venezuela incluyendo el palacio presidencial de Miraflores. Finalmente Bracho muere en la ciudad de Caracas 6 de marzo de 1995 a la edad de 79 años.

## Obra
La obra de Gabriel Bracho está caracterizada por reflejar las inquietudes sociales de su época. Adicionalmente toca temas de representaciones conmemorativas y episodios épicos los cuales son comunes es su cuadros como en sus grandes murales. En sus obras los personajes son de anatomías vigorosas así como expresivamente te violentos en la composición
El mismo señala: que “concibe el arte como un impulso dirigido a las mayorías que va acompañada de principios de moral política”
Destacan entre sus obras: Cota 905, (1956); Del reventón al barril dorado, (1980) Mural: Simón Bolívar y la educación (1983); Lagunillas de agua, (1984).
Poco antes de morir se le concedió el Premio Nacional de Artes Plásticas, inexplicablemente tarde, el cual no pudo recibir en vida. 

Mural Los Puertos y el Petróleo en la casa del Pintor, ubicada en los Puertos de Altagracia.

### Casa Museo Gabriel Bracho
El 27 de mayo de 1977, Gabriel Bracho funda en Los Puertos de Altagracia, su ciudad natal la Casa Museo Gabriel Bracho. Esta mansión está ubicada en la avenida 2 entre calle 7 y 8, de los Puertos de Altagracia. En ella nació el artista Bracho, el 25 de mayo de 1915, por su propia voluntad, decidió dejar sus conocimientos, experiencias y parte de su extensa obra, de la cual es fiel ejemplo el mural Los Puertos y el Petróleo, el que plasmara en un área de más de cien metros cuadrados (100 mts2 ) de su hogar natal, que se ha convertido en un santuario artístico, cultural, educativo y turístico.